# 17744 Jodiefoster
A 17744 Jodiefoster (ideiglenes jelöléssel 1998 BZ31) egy marsközeli kisbolygó. Az ODAS-projekt keretében fedezték fel 1998. január 18-án.
Nevét Jodie Foster (1962) amerikai színésznő után kapta.